# Font del Gat (Rec Comtal)
|  | No s'ha de confondre amb Font de Sant Agustí o Font del Gat. |

La Font del Gat o de la Plaça de Sant Agustí Vell és una font gòtica (reconstruïda) situada als baixos de la casa de la Plaça de Sant Agustí Vell, 17, que fa cantonada amb els carrers dels Carders i d'en Tantarantana (per sota de la qual hi passava el Rec Comtal). Antigament, l'ús principal era com abeurador per als cavalls que entraven pel Portal Nou.

## Història

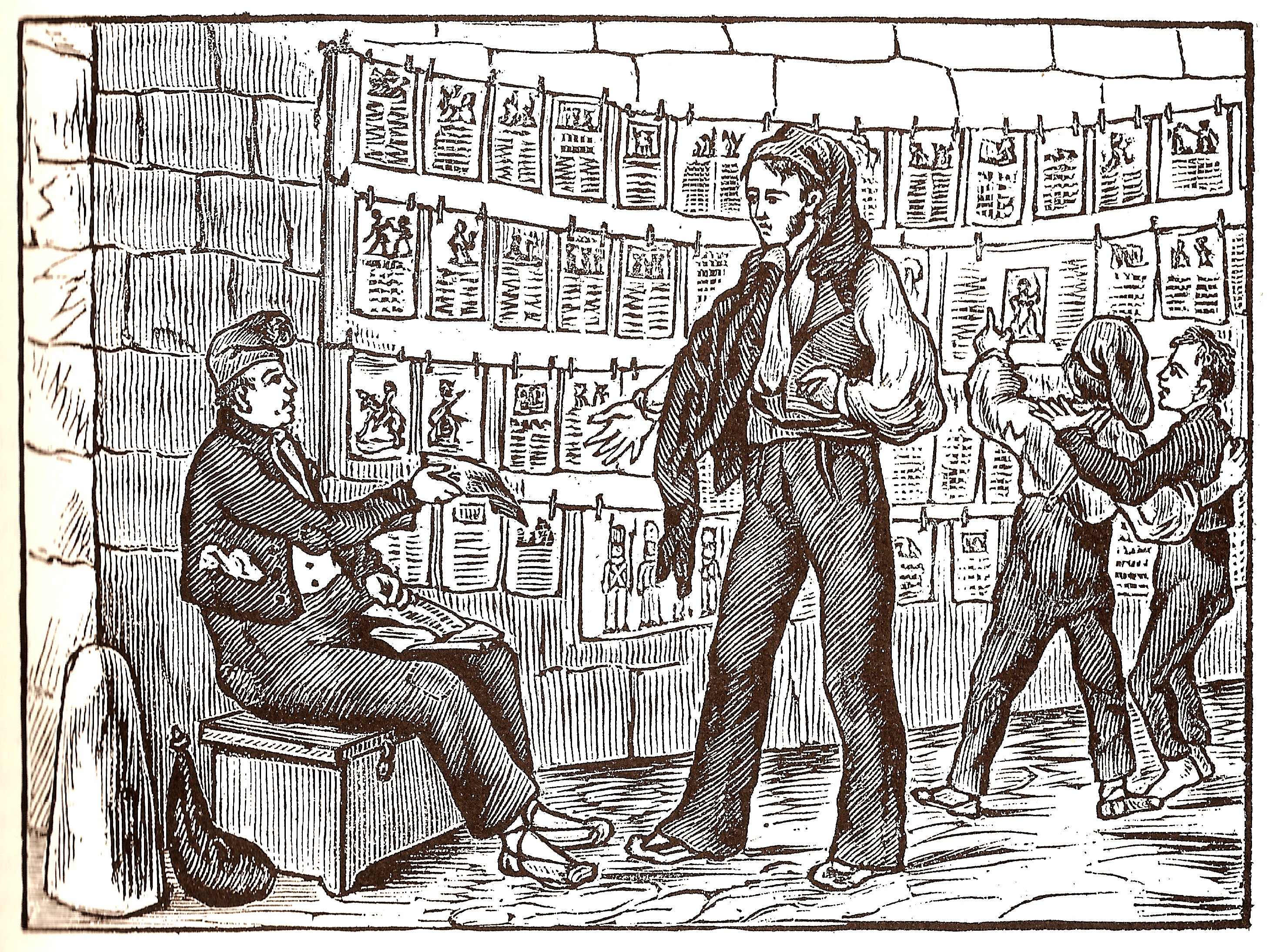
Il·lustració sobre els romanços de cec venuts en «plecs de canya i cordill», a la paret de la Font de Sant Agustí Vell en un gravat català de 1850 (recollit per Joan Amades el 1984).

Els primers vestigis conservats de fonts situades en vies o edificis públics procedeixen de l'edat mitjana, quan la ciutat formava part de la Corona d'Aragó. Era un important eix marítim i comercial de la mar Mediterrània. El recinte de la ciutat va anar creixent des del primitiu nucli urbà —el que avui dia és el Barri Gòtic—, i al segle xiv va sorgir el barri del Raval. Barcelona tenia aleshores uns 25.000 habitants.
En aquest període es van crear diverses fonts arreu de la ciutat, per a assegurar un subministrament regular a la població. Així com l'ús industrial de l'aigua estava assegurat amb el Rec Comtal i la canalització de l'aigua de Montjuïc fins al Pla de la Boqueria, el consum domèstic s'efectuava principalment a través de pous, que depenien de la pluviometria i provocaven escassetat de subministrament en èpoques de sequera. Així, en aquesta època es van obrir diverses fonts, la majoria de caràcter eminentment utilitari, i per això no hi hagué molt lloc per a la creació artística.

### Enderrocament
Fins al principi del segle passat, l'aigua sortia d'un cap de gat, per axó rebia el nom de Font del Gat, per a distingir-la de la que hi ha a l'altre costat de la plaça (més moderna estil Canaletes). Malauradament, aquesta font va desaparèixer quan el Patronat Municipal de l'Habitatge va enderrocar la casa el 1996 per a construir-hi habitatges socials. A la planta baixa del nou edifici hi havia la sucursal d'una caixa d'estalvis, que no va poder ser inaugurada per les protestes veïnals, que reclamaven la restitució de la font. Al cap d'un temps, l'Ajuntament en va fer una rèplica en pedra artificial, ja que no van poder trobar els blocs de la font original.

## Controvèrsia

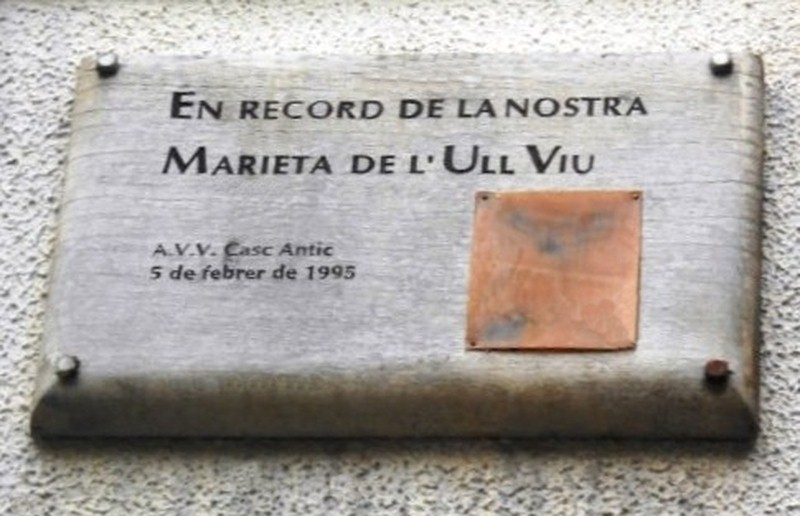
Recordant la Marieta de l'Ull viu

Popularment se la coneix com la veritable Font del Gat o de la Marieta de l'ull viu (la de la cançó Baixant de la Font del Gat), atès que la Font del Gat de Montjuïc és del 1928 i no podia de ser la de la cançó popular que és anterior. El nom és com a record de la Marieta, ja que segons la tradició dels veïns, va néixer al carrer Portal Nou, sense sortir mai del barri i que la lletra «baixant de la font del gat, una noia i un soldat» hauria de dir «passant per la font del gat…» doncs prop de la plaça hi havia (fins fa uns anys, convertida en caixa de reclutes) la caserna militar construïda sobre el Convent de Sant Agustí Vell.